# Kichise Hiroshi
Hiroshi Kichise (sinh ngày 10 tháng 7 năm 1983) là một cầu thủ bóng đá người Nhật Bản.

## Sự nghiệp câu lạc bộ
Hiroshi Kichise đã từng chơi cho Consadole Sapporo, Mito HollyHock, Albirex Niigata Singapore và Gainare Tottori.